# PlanetAll
PlanetAll（プラネットオール）は、かつて存在したソーシャルネットワーキング、カレンダー、アドレス帳のサイトである。PlanetAllはウォーレン・アダムスとブライアン・ロバートソンを含むハーバード・ビジネス・スクールとMITの卒業生のグループによって1996年に設立された。彼らの企業のSage Enterprisesはマサチューセッツ州のケンブリッジに位置し、ケンブリッジ商工会議所の1996年の最優秀新規ビジネス賞を受賞した。

## 背景
PlanetAllはインターネット上でおそらく最初のソーシャルネットワークサイトだった。大学機関や雇用者のような現実世界で接点がある10万以上のグループが利用していた。ユーザーが自身の大学の名前を入力したとき、サービスを利用しているユーザーのクラスメイトのリストが表示された。
ユーザーは互いの連絡先にアクセスできる権限を交換し合うことが出来た。当時の多くのサイトがウェブベースのアドレス帳とカレンダーを提供していたが、PlanetAllは2つを組み合わせた。ユーザーが旅行プランをカレンダーに追加した時、サービスはアドレス帳と宛先及びユーザーの連絡先の旅行プランを相互参照し、彼らの連絡先と出会う可能性がある時はユーザーに通知した。
1998年8月4日、アマゾンはPlanetAllを買収することで合意した。合意の規約ではアマゾンがPlanetAllを80万株の株式交換の形で100%買収するとしていた。アマゾンの創業者のジェフ・ベゾスCEOは「これまで見てきた中でPlanetAllはインターネットを最も先進的に使用している。根本的に物事に取り組むことや連絡を取り続けることの重要性について革命的だった。PlanetAllは150万人以上の会員を有し、インターネットよりも早く成長している理由は単純だ：PlanetAllはユーザーにとって並外れた価値を創造しているからだ。PlanetAllは最も重要なオンラインアプリケーションの一つということを証明してくれると信じている」と述べた 。
2年も経たないうちに、アマゾンはPlanetAll.comを閉鎖した。2000年7月2日にアマゾンはPlanetAllのメンバーに「我々がPlanetAllに関連した主要な電子商取引機能のAmazon主要サイトへ統合が完了できることをお伝えできることを嬉しく思う…PlanetAllは閉鎖されてしまうが、同じ考えの人々との連絡を取り合うのに役立つツールの一部を楽しむことが出来る」と述べた 
アマゾンの「購入サークル」機能はPlanetAllに基づいており、PlanetAllの一部コードはアマゾンのFriends and Favorites エリアを改善するのに使われた。残っているように見えるカレンダー機能は日付通知のみだった。アマゾンの広報担当者の女性、パティー・スミスはアマゾンは技術を吸収した後、PlanetAllを維持する必要性がないと判断したと述べた。「Friends and Favoritesと共に運用していくのは本当に不必要なようだったからです」
150万人のメンバーの多くは機能の喪失に困惑した：翌年にあるインターネットジャーナリストはサービスのために「喪に服していた」と記述した。

## ソーシャルネットワーク特許
2010年6月15日、米国特許商標庁がアマゾンにPlanetAllの所有権に基づき「ソーシャルネットワークシステム」の特許を与えた。特許ではソーシャルネットワークシステムを以下の様に表現した。
ネットワーク化されたコンピュータシステムは、ユーザーが他のユーザーの位置を特定し、連絡関係を確立するのを支援するための様々なサービスを提供する。例えば、一実施形態では、ユーザーは、特定の学校または他の組織との提携に基づいて他のユーザーを識別することができる。このシステムはまた、ユーザが他のユーザーとの接触関係または接続を選択的に確立し、そのような他のユーザに自身の個人情報を見るための許可を与えるメカニズムを提供する。システムはまた、ユーザーがそれぞれの連絡先の連絡先を識別できるようにするための機能を含むことができる。さらに、システムは、それぞれの連絡先によって行われた個人情報更新をユーザーに自動的に通知することができる。
この特許は人気ソーシャルネットワークサイトのFacebook 1.0と類似していたため注目を集めることになった。

## 共同ブランドサイト
- InfoSpace
- GeoCities
- Monster (website)